# Jarrod Bunch
Jarrod Ray Bunch (Ashtabula, 4 luglio 1969) è un attore ed ex giocatore di football americano statunitense che ha militato nel ruolo di fullback nella National Football League (NFL). Al college giocò a football a Michigan.

## Carriera nel football americano
Bunch fu scelto come 27º assoluto nel Draft NFL 1991 dai New York Giants. Nel suo secondo anno fu premiato come miglior giocatore dell'attacco della squadra dopo essersi classificato al secondo posto nella NFL con 4,8 yard medie a corsa. Dopo avere subito un infortunio al ginocchio e diverse operazioni chirurgiche, tentò di continuare la propria carriera professionistica con i Los Angeles Raiders ma fu costretto al ritiro nel 1995.

## Statistiche
| Yard corse | 629 |
| Touchdown  | 7   |

## Filmografia parziale
- The Best Man, regia di Malcolm D. Lee (1999)
- Oltre la legge (Once Fallen), regia di Ash Adams (2010)
- Django Unchained, regia di Quentin Tarantino (2012)